# Arabas Cirque Jeunesse
Der Arabas Cirque Jeunesse ist ein Schweizer Kinder- und Jugendzirkus mit Sitz im aargauischen Bremgarten. Knapp 50 Kinder und Jugendliche im Alter ab sieben Jahren trainieren das Jahr durch verschiedene Zirkusdisziplinen, um diese von Anfang August bis Mitte September im Zirkuszelt im benachbarten Zufikon und an externen Auftritten zu präsentieren. Für eine Vielzahl von Vorstellungen führt der Arabas ein Zirkusorchester, zusammengesetzt aus Jugendlichen, Eltern der Zirkuskinder und Freiwilligen.

## Geschichte
Seit 1984 bestand unweit von Bremgarten in Arni AG der Jugend Circus Biber. Nachdem sich 1993 eine beachtliche Anzahl von Kindern, Jugendlichen, Trainern aus Bremgarten dem Biber angeschlossen hatte, löste sich eine „Fraktion Bremgarten“ bald vom Biber ab und gründete am 9. Januar 1996 mit dem Arabas Cirque Jeunesse einen eigenen Zirkus mit Sitz in Bremgarten. Als Vereinszweck definieren die Statuten, den „Kindern, Jugendlichen und Erwachsenen die Beschäftigung mit der Zirkuswelt in vielfältiger Weise in professionellem Umfeld“ zu ermöglichen, womit der Verein „einen soziokulturellen Beitrag für die Gemeinschaft“ leisten will. Die ersten 25 Jahre wurde der Verein vom Bremgarter Lehrer Martin Indlekofer präsidiert, seit 2021 von den ehemaligen Arabas-Artisten Nina Hegnauer und Joël Demierre im Co-Präsidium.
Der Name Arabas wurde von den Kindern der ersten Zirkussaison kreiert und lehnt sich an den Namen des Zauberers Tarabas der Märchenfilm-Reihe Prinzessin Fantaghirò an.
In den ersten knapp zehn Jahren wurde die anfangs noch bescheidene Infrastruktur zuerst für einige Tage in Bremgarten und danach in Muri AG aufgebaut, später auch in Bremgarten und Widen. Standort in Bremgarten war bis 2003 eine mittlerweile überbaute Wiese beim zentral gelegenen Einkaufszentrum „Sunnemärt“, wo am 9. August 1996 die erste Première in der Geschichte des Arabas vorgeführt wurde. Ab 2004 wurden Chapiteau und Wagen auf einer Wiese in der Nähe der Emauskapelle in Zufikon aufgestellt, ab 2020 auf einem Firmengelände in Mellingen in der Nähe des Bahnhofs Heitersberg.
Kurz nach der Gründung 1996 verfügte der Jugendzirkus über vier Wohnwagen, sieben Ein- und Zweiachser und einen Traktor. Das Chapiteau wurde anfangs noch zugemietet. Bereits fünf Jahre nach der Gründung besass der Zirkus ein eigenes Zelt. Seit 2010 verfügt der Arabas über ein viermastiges Chapiteau, das rund 270 Besuchern Platz bietet.

## Programm und Disziplinen
Die verschiedenen artistischen Nummern werden beim Arabas in eine Geschichte eingebettet, die als Roter Faden durch das Programm führt. Dabei werden teilweise bestehende Geschichten adaptiert (z. B. Ali Baba 2012 oder Alice im Wunderland 2014), häufig auch eigene entworfen.
Die während einem Jahr trainierten und in der Saison präsentieren Disziplinen können je nach Interesse der Artisten variieren; regelmässig trainiert werden Akrobatik, Zirkustheater (Clown), Strapaten, Jonglage, Diabolo, Cyr wheel, Ein- und Kunstrad, Schwungseil, Trapez, Seiltanz, Rhönrad, Vertikaltuchakrobatik und Rola-Rola. Die Nummerntrainings werden von Eltern und ehemaligen Artisten des Zirkus geleitet, punktuell mit professioneller Unterstützung wie etwa des Artisten Johannes Muntwyler vom Circus Monti oder der Luftakrobaten Jason Brügger (Strapaten) oder Maja Weiller (Vertikaltuch).
Neben der Saison werden regelmässig kleinere und grössere Gruppen von Arabas-Artisten für externe Auftritte in der Region Bremgarten und darüber hinaus engagiert.

## Zirkusschule
Anlässlich seines 20. Jubiläums gründete der Arabas 2016 mit der „Zirkuswelt“ eine Zirkusschule, in der Profi-Trainer und ehemalige Arabas-Artisten verschiedene Zirkus-Disziplinen trainieren. Im Gegensatz zum Zirkusbetrieb des Arabas folgen auf das Training der Zirkuswelt keine regelmässigen Aufführungen.

## Finanzierung
Der Arabas Cirque Jeunesse finanziert sich durch Spenden, Gönner- und Elternbeiträge und wird von der Stadt Bremgarten und der Gemeinde Zufikon massgeblich unterstützt. Die Vorstellungen während der Saison, externe Auftritte, der Inserateverkauf für das Programmheft und die Vermietung der Infrastruktur generieren weitere Einnahmen. Einen erheblichen Anteil zur indirekten Finanzierung des Zirkus stellt die Mitarbeit der Eltern und von Freiwilligen dar (z. B. Trainingsleitung, Gastronomie und Unterhalt der Infrastruktur).

## Auszeichnungen
- 13. Stifterpreis des Ducrey-Fonds für Martin Indlekofer für sein Wirken als Lehrer, im Jugendzirkus und im Kellertheater Bremgarten.[12]
- «Bremgarter Leu» 2006, Förderpreis der Ortsbürgergemeinde Bremgarten. Der Arabas Cirque Jeunesse war der erste Träger dieses 2004 geschaffenen Förderpreises.[13]